# Atakapes
Els atakapes són un poble amerindi dels boscos del sud-est, que parlaven l'atakapa i històricament vivien al llarg del Golf de Mèxic. S'autodenominaven Ishak, que es tradueix com "el poble", no obstant això a si mateixos, dins de la tribu es diuen poble de l'alba o gent del sol. Encara que els atakapes van ser delmats per les malalties infeccioses després del contacte amb els europeus, els seus descendents encara viuen a Louisiana i Texas. Els descendents Atakapa-Ishak van tenir una reunió en 2006.
El seu nom atakkapa ve del choctaw i significa "devoradors d'homes", que va ser el nom amb el qual els van conèixer els espanyols. Els seus pobles estaven a les valls fluvials, al llarg de llacs, costes i de la Badia de Galveston (Texas) a Vermilion Bay (Louisiana).
Després de 1762, quan Louisiana va ser comprada per Espanya, poc es va escriure dels atakapa. Malalties infeccioses i epidèmies de finals del segle xviii van causar moltes morts entre el poble. Els supervivents es van unir als caddo, koasati, i altres tribus veïnes, encara que hi ha proves d'alguns atakapa que van sobreviure culturalment fins al segle XX

## Tribus

### Tribus atakapa occidentals
- Akokisa, vivien al llarg del curs inferior dels rius Trinidad i San Jacinto i a les costes orientals de la Badia de Galveston.[2]
- Atakapa, tribu que va donar nom a l'ètnia, eren al Llac Calcasieu, actual Llac Charles.[2]
- Bidai, vivien als voltants del rierol Bedias, tributari del Riu Neches, Texas.[2]
- Deadose, tribu moly relacionada amb els Bidai.[2]
- Orcoquiza, vivien al nord de la Badia fr Galveston, al llarg dels rius Trinidad i Colorado.[9]
- Patiri, vivien al nord de la vall del Riu San Jacinto, Texas.[2]
- Tlacopsel, es trobaven al sud-est de Texas, veïns de diverses tribus coahuilteques i karankawes.[10]

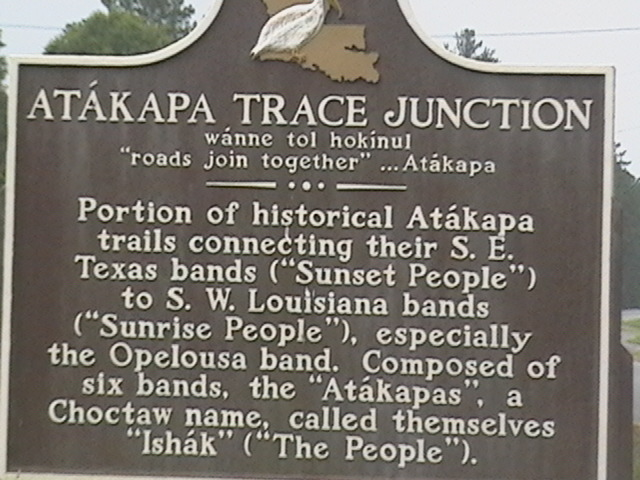
Placa a Attakapa Trace Junction

### Tribus atakapa orientals
Es té coneixement d'una tribu atakapa assentada al que ara és acadiana, a les parròquies de Louisiana de St. Martin, Lafayette, Iberia, St. Landry, Vermilion, St. Mary i Acadia.

## Història
La història oral dels atakapes diu que van venir del mar. Que un profeta ancestral va fer les seves normes de conducta i la seva filosofia de vida.
El primer contacte europeu amb els atakapes pot haver estat en 1528 pels supervivents de l'expedició de l'espanyol Pánfilo de Narváez. Dos vaixells van encallar en la costa. Un va arribar a la nació dels karankawes, mentre que l'altre probablement arribà a l'illa de Galveston. Aquest últim va dir haver conegut un grup que es deien a si mateixos els han, que podien haver estat els akokisa.

Atakapa segons de Batz, 1735

En 1703, Jean-Baptiste Le Moyne, el governador francès de la Louisiana, va enviar a tres homes a explorar la costa oest del riu Mississipi. La setena nació que van trobar van ser els atakapa, els quals van capturar i devorar un dels membres de l'expedició. En 1714, aquesta tribu fustigà Jean-Michel de Lepinay, qui fou governador interí de Louisiana francesa entre 1717 i 1718, mentre estava fortificant Dauphin Island, Alabama.
Els choctaw van dir als francesos colonitzadors que els "Pobles de l'Oest" (coahuiltecs, atakapes, tonkawes, karankawes) eren tribus salvatges i nòmades. De fet, el nom atakapa és un nom choctaw que significa "menjador de gent" (hattak "persona", apa 'a menjar'), una referència a la pràctica antropofàgica ritual. Diversos pobles del golf en practicaven amb els presoners de guerra.
Un explorador francès, François Simars de Bellisle, va viure entre els atakapa en 1719- 1721. En va descriure el canibalisme, que va observar de primera mà. Probablement era un ritual religiós, o bé una pràctica per a intimidar els seus enemics.
L'historiador francès Antoine-Simon Le Page du Pratz va viure a Louisiana entre 1718 i 1734,quan tenia 16 anys, i va escriure:
| «                                | Al llarg de la costa oest, no lluny del mar, habiten al país anomenat Atacapas [sic], és a dir, 'menjadors d'homes', sent així cridats per la resta de les nacions per causa del seu detestable costum de menjar-se als seus enemics, o que ells creuen que són els seus enemics. Al vast país no hi ha altres caníbals que han de complir, a més d'amb els Atacapas, i lloc que els francesos han sortit d'ells, que han plantejat en ells tan gran horror d'aquesta abominable pràctica de devorar criatures de la seva mateixa espècie, que tenen es va comprometre a deixar fora, i, en conseqüència, per un llarg temps passat hem sentit parlar de cap semblant barbaritat entre ells. | » |
| — Antoine-Simon Le Page du Pratz | |   |

Louis Leclerc Milfort, un viatger francès que passà 20 anys vivint a Muscogee Creek, en 1781 va acompanyar als atakapa durant un dels seus viatges. Va escriure:
| « | El bosc que llavors estava era prou espès com perquè cap dels meus homes es veiés. Els vaig formar en tres destacaments, de tal manera que vaig radiar aquests salvatges, i per sortir d'entre ells hi ha manera de retir, excepte per l'estany. | » |

| « | Llavors tots ells es van moure cap a endavant, llavors vaig enviar avant un cap subordinat a determinar a quina nació pertanyien aquests salvatges, i quins serien les seves intencions cap a nosaltres. Aviat se'ns va assegurar que eren atakapes, els quals, quan ens van veure, lluny de tractar de defensar-se, ens van mostrar signes de pau i amistat. Hi havia cent vuitanta [180] d'ells, de tots dos sexes, ocultant, com sospitàvem, la carn d'assecat amb fum. Tan aviat com els meus tres destacaments havien sortit del bosc, vaig veure a un d'aquests salvatges venir directament cap a mi: a primera vista, em vaig adonar que ell no pertanyia a la nació atakapa, es va dirigir a mi amb educació i de manera fàcil, inusual entre aquests salvatges. | » |

| « | Li va oferir menjar i beguda als meus guerrers, que vaig acceptar, al mateix temps que va expressar la seva gratitud. La carn se serveix amb tota el meu despreniment, i durant el temps de prop de sis hores que em vaig quedar amb aquest home, em vaig assabentar que ell era un europeu, que havia estat un jesuïta, i que després d'haver anat a Mèxic, aquestes persones l'havien escollit com el seu cap. Ell parlava francès bastant bé. Em va dir que el seu nom era José, però no es va assabentar de quina part d'Europa va arribar. Em va informar que el nom atakapa significava menjador d'homes, s'havia donat a aquesta nació pels espanyols perquè cada vegada que capturaven a un d'ells, el rostien amb vida, però que no se'ls menjaven; que actuaven així amb aquesta nació per venjar als seus avantpassats per la tortura que van fer quan van arribar a prendre possessió de Mèxic; que si alguns anglesos o francesos passaven a ser perduts en aquesta regió de la badia, els atakapes els donaven la benvinguda amb amabilitat, els donaven hospitalitat, i si no volen quedar-se amb ells, els portaven amb els Akancas, des d'on podrien fàcilment anar a Nova Orleans. | » |

| « | Ell em va dir: "Des d'aquí es pot apreciar al voltant de la meitat de la Nació dels Atakapes, l'altra meitat està més lluny, tenim l'hàbit de dividir-nos en dos o tres grups a la primavera per caçar millor el bisó, ho cacem amb fletxes. | » |

| « | Els nostres joves caçadors són molt hàbils en aquesta caça, Vostè comprèn, d'altra banda, que aquests animals estan en molt gran nombre, i tan mansos com si van ser criats en una granja, en conseqüència, tenim molta cura de no espantar-los quan es queden en una prada o en un bosc, acampem prop d'ells per fer-ho, s'acostumen a veure'ns, i els seguim per totes les seves aventures pel que no poden allunyar-se de nosaltres; usem la seva carn per alimentar-nos i les seves pells per fer roba, jo he estat vivint amb aquesta gent per mes d'onze anys... | » |

| «                       | Estic feliç i satisfet aquí, i no tinc el menor desig de tornar a Europa. Tinc sis fills que estimo molt, i amb els quals vull acabar els meus dies. Quan els meus guerrers estaven descansant i frescs, em vaig acomiadar de José i dels atakapes, mentre assegurant-los el meu desig de ser capaç de fer algunes voltes per la seva càlida benvinguda, i em vaig tornar al meu viatge. | » |
| — Louis Leclerc Milfort | |   |

En 1760, el francès Gabriel Fuselier de la Claire, arribant al territori dels attakapa, va comprar tota la terra entre el riu Vermilion i Bayou Teche, territori de l'est del territori del cap Kinemo. Va ser poc després que una tribu rival, els Appalousa (New Iberia), procedent de la zona compresa entre els rius Atchalafaya i Sabine, van exterminar als atakapes de l'Est.
William Powell Byrd (1799-1867), metge i fisiòleg, va estudiar les víctimes del canibalisme atakapa. Va assenyalar que tradicionalment els atakapa aixafaven els cranis frontalment i no occipitalment com les tribus veïnes.
Els atakapa operaren amb la tribu chitimacha en temps històrics. En el segle xviii, alguns atakapa es casaren amb membres de la tribu houma de Louisiana. Els membres de la tribu Tunica-Biloxi s'uniren als atakapa en el segle xviii.

## Cultura
Els atakapes menjaven rizomes i llavors del lotus americà, mariscs i peixos. Les dones recol·lectaven ous d'aus, lotus americà per les seves arrels i llavors, així com altres plantes silvestres. Els homes caçaven cérvols, ossos i bisons, que els proporcionaven carn, greix i pells. Les dones conreen blat de moro. Es processaven carns, ossos i pells per preparar menjar per al seu emmagatzematge, així com per a la confecció de roba, portes de tenda de camp, eines, materials de costura, fletxa, brides i aparells per a cavalls i altres elements necessaris per a la seva supervivència.
Els homes van fer les seves eines per a la caça i pesca: arcs i fletxes, llances amb puntes d'os i llances amb puntes de pedernal. Van utilitzar verí per capturar peixos, fins i tot utilitzaven torxes per enlluernar als caimans mentre els caçaven amb llances als ulls. Les persones posaven oli de cocodril en la seva pell exposada per repel·lir els mosquits. En 1719, els atakapa obtingueren cavalls i caçaven bisons a cavall. Usaven canoes per navegar pels pantans i prop de la costa, però no s'aventuraven lluny en l'oceà.
En l'estiu, les famílies es traslladaven a la costa. A l'hivern, es traslladaven cap a l'interior i vivien en llogarets de cases fetes de canya i palla. La tribu Bidai vivia en tendes de pell d'os. Les cases dels caps i remeiers les edificaven sobre els monticles deixats per cultures anteriors.

## Actualitat
Es creu que les tribus o subdivisions atakapa més occidentals van ser delmats en la dècada de 1850, principalment per malalties infeccioses pobresa. Armojean Reon, de Lake Charles, Louisiana, que va viure a principis del segle xx, es va assenyalar com un parlant fluid d'atakapa.

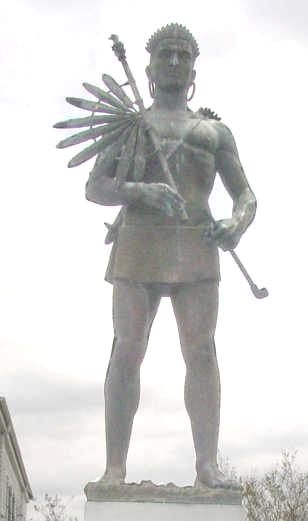
Estàtua d'un indi atakapa a St. Martinville (Louisiana).

Hi ha descendents i han començat a organitzar-se per ser reconeguts com una tribu. Nombrosos descendents actuals comparteixen un llinatge mixt d'atakapa-ishak i una altra ascendència ètnica, però han mantingut el seu sentit de comunitat de cultura.
Els noms de les ciutats d'avui dia a la zona es remunten al període dels ishak, que es deriven tant de la seva llengua i de les versions franceses de les persones i els llocs. La ciutat de Mermentau per exemple, és una forma corrupta del cap local Nementou. Plaquemine, com a Bayou Plaquemine Brûlée i Plaquemines Parish, deriven de la paraula atakapa pikamin, que significa "caqui". Bayou Nezpiqué va rebre el nom d'un atakapa que s'havia tatuat el nas. Queue de Bayou Tortue es creu que rep el nom pel cap Celestine La Tortu, nació Atakapa. El nom Calcasieu és una transliteració francesa d'un nom atakapa: katkosh (plorar).
El 28 d'octubre de 2006, la Nació Atakapa-Ishak es va reunir per primer cop en més de 100 anys com "una nació". Un total de 450 persones procedents de Louisiana i Texas. Rachel Mouton, mestra de cerimònies i nomenada Directora de Publicacions i Comunicacions, presentà Billy LaChapelle, qui va obrir la tarde amb una oració tradicional en anglès i en atakapa.
En la ciutat de Lafayette, Louisiana estan planificant una sèrie de senderes, finançades per l'Administració Federal de Carreteras, que s'anomenarà "Trail Atakapa-Ishak". Constarà d'una sendera per a bicicletes connectant centres de la ciutat al llarg dels pantans Vermilion i Teche, que actualment només són accessibles a peu o en vaixell.

## Idioma atakapa
L'atakapa és una llengua aïllada, que es va parlar al llarg de la costa est de Texas i de Louisiana. John R. Swanton proposà una família de llengües tunica que inclouria atakapa, tunica i chitimacha, que María Haas va expandir posteriorment a la família de les llengües del Golf afegint-hi el muskogi. Aquesta família proposada no ha estat aprovada.